# كونزية قنابية
كونزية قنابية (الاسم العلمي:Kunzea bracteolata) هي نوع من النباتات تتبع جنس الكونزية من فصيلة الآسية. تم وصف هذا النوع من النبات علمياً لأول مرة من قبل جوزيف هنري ميدن وإرنست بيتشي سنة 1905.